# كاتي هال (سياسية)
كاتي هال (بالإنجليزية: Katie Hall)‏ (و. 1938 – 2012 م) هي سياسية، ومُدرسة أمريكية، ولدت في موند بايو، كانت عضوةً في الحزب الديمقراطي، توفيت في غاري، إنديانا، عن عمر يناهز 74 عاماً، بسبب سرطان.

## مناصب
تولت منصب عضو مجلس النواب الأمريكي (2 نوفمبر 1982–3 يناير 1985)
- عضو مجلس نواب إنديانا ‏
- عضو مجلس ولاية إنديانا ‏

.

## التعليم
تعلمت في Mississippi Valley State University ‏، وتعلمت في جامعة إنديانا
.